# Agathosma purpurea
Agathosma purpurea är en vinruteväxtart som beskrevs av Neville Stuart Pillans. Agathosma purpurea ingår i släktet Agathosma och familjen vinruteväxter. Inga underarter finns listade i Catalogue of Life.